# Rumatha bihindi
Rumatha bihindi är en fjärilsart som beskrevs av Dyar 1922. Rumatha bihindi ingår i släktet Rumatha och familjen mott. Inga underarter finns listade i Catalogue of Life.